# 엘리베이터 액션
《엘리베이터 액션》(Elevator Action)은 타이토에서 개발, 1983년 7월에 출시한 아케이드 게임이다. ‘아케이드 게임의 황금기’ 도중 출시했으며, 혁신적인 게임플레이로 몇 년간 상당히 대중적인 인기를 끌었다. 1985년 MSX판이 출시된 이후 1994년에 엘리베이터 액션 리턴즈라는 후속편이 출시되었다. 음악은 이마무라 요시오가 맡았다.
플레이어는 엘리베이터로 가득 찬 30층 건물에 잠입한 첩보원으로, 적 요원들의 방해를 피해 비밀 문서를 가지고 오는 요원의 역할을 맡는다. 특별히 표시된 방에서 기밀문서를 수집한 뒤 건물을 탈출하는 것이 주목표이며, 타이토 SJ 시스템 기판에서 실행된다.
타이토에서 출시 당시 판매 예상치를 월등히 뛰어넘는 상업적인 성공을 거둔 작품으로, 1983년 말 일본 아케이드 차트에서 3개월 동안 1위를 차지했으며 1984년 미국에서 최고 수익을 올린 베스트5 게임 중 하나였다. 다양한 가정용 게임기에 이식되었고, 여러 후속편이 나왔으며, 타이토 컴필레이션에 포함되었다.
게임플레이나 게임에 등장하는 건물의 모습 때문에, ‘옥상탈출’이나 ‘아파트’ 등으로 불리기도 한다.

## 줄거리
엘리베이터 액션은 액션 플랫폼 아케이드 게임으로, 플레이어는 에이전트 17, 코드네임 "Otto"로, 비밀 요원 역할을 맡는다. 오토는 지붕 30층짜리 건물로 들어가 빨간 문으로 표시된 기밀 문서 기록실에 들어가며 지하 주차장으로 내려가야 한다. 그 과정에서 건물의 엘리베이터와 에스컬레이터 시스템을 이용해 이 층 저 층으로 이동하고 자신을 저지하려는 적 요원을 피하거나 죽여야 한다.
기밀 문서를 모두 집어들고 나면 오토는 지하주차장으로 탈출하여 대기 중인 차를 타고 떠나 레벨을 끝낼 수 있다. 오토는 권총을 든 상태로 좌우로 움직이며 점프, 몸을 숙일 수 있으며 한 번에 3발까지 발사할 수 있다. 오토가 엘리베이터를 타고 있는 동안 플레이어는 십자패드를 사용해 더 높은 층이나 더 낮은 층으로 보낼 수 있다. 그는 엘리베이터가 그의 위에 있는 한 빈 통로를 뛰거나 뛰어넘을 수 있고, 엘리베이터 지붕 위에 올라탈 수는 있지만 움직임을 조절하거나 들어갈 수는 없다. 오토가 에스컬레이터를 타는 동안 위아래로 움직일 수도 있으며, 움직이는 동안은 적의 총탄을 피할 수 있다.
오토가 모든 서류를 챙기지 않고 건물을 나가려 하면 아직 열리지 않은 빨간 문이 있는 가장 높은 층으로 이동하며, 서류를 챙겨 다시 내려가야 한다. 또한 레벨을 완료하는 데 시간이 너무 오래 걸리면 경보가 울리고, 적 요원의 공격성이 높아지며, 플레이어의 조이스틱 움직임에 반응하는 엘리베이터의 속도가 느려진다.
건물마다 불이 꺼진 구간이 있어 다가오는 적을 보기 어려운 구간도 존재하며, 엘리베이터에서 오토가 적 잡졸 머리 위 고정장치 중 하나를 총격하여, 조명을 일시적으로 비활성화할 수 있다. 오토는 사격 훈련과 가라테 훈련을 받았기 때문에, 오토는 적의 요원을 총으로 사살하거나 근거리에서 날아치기, 머리에 조명기구를 떨어뜨리거나 엘리베이터로 짓눌러 죽일 수 있다. 그가 총에 맞거나 짓밟히거나, 열린 엘리베이터 통로에서 떨어지면, 플레이어는 목숨 1개를 잃는다.
적을 사살할 때 일반 사살은 100점, 날아차기 및 정전 상태에서 일반 사살은 150점, 정전 상태에서 날아차기는 200점, 엘리베이터로 압사시키거나 머리에 조명기구를 떨어뜨리면 300점을 얻으며 기밀 문서당 500점을 얻을 수 있다. 그 외 임무 완수 시 라운드 수 당 1000점을 곱하여 보너스로 지급한다. 점수가 10000점 이상이 되면 목숨 1개가 증가하며 20000점부터는 증가하지 않는다.

## 출시
북미 게임 테스트 단계에서 타이토 아메리카의 마케팅 매니저인 마이크 본 케넬은 이 게임을 "최고 테스트 작품"이라고 부르며 큰 기대를 가졌다. 1983년 5월 23일 일본에서 테스트를 거쳤고, 동년 10월에 미국에서도 테스트를 거쳤다. 북미에서는 전용 캐비닛으로도 판매되었으며 타이토가 해당 지역에서 개조 기판으로 판매한 첫 번째 게임이었다. 유럽에서는 1984년 1월에 볼 수 있었다.

## 이식
첫번째 이식은 마이크로닉스 사의 패미컴 이식이었으며, 1985년 6월 28일 일본에 출시되었다. 이후 1987년 패미컴 버전은 북미시장의 닌텐도 엔터테인먼트 시스템으로 이식되었다. 타이토 사는 이후 1985년 처음으로 자사 이식판을 MSX으로 내놓았다. 비슷한 시간대에, 세가 사 역시 타이토의 라이센스를 받아 SG-1000에 이식본을 내놓았다. 이후 ZX 스펙트럼, 암스트라드 CPC, 코모도어 64로도 이식본이 나왔다.아타리 2600로도 이식이 기획되었으나, 취소되었다.
패미컴 버전은 이후 2007년 4월 3일 일본에 Wii 버추얼 콘솔로, 북미에는 2008년 3월 5일 발매되었다. 이후 2014년 2월 19일 일본 전용으로 Wii U 버추얼 콘솔로 출시되었고, 동년 3월 12일 3DS 버추얼 콘솔로 출시되었다. 아케이드 판은 플레이스테이션 4으로 2017년 10월 26일 발매되었고, 이후 아케이드 아카이브 시리즈의 일환으로 햄스터가 2019년 3월 14일 닌텐도 스위치로 발매하였다. 엘리베이터 액션은 이후 타이토 레전드, 타이토 메모리즈 개칸, 타이토 메모리즈 포켓, 타이토 레전드 파워 업으로도 출시되었다.

## 평가
엘리베이터 액션은 타이토에게 상업적인 성장 기반이 되어주었다. 일본에서는, Game Machine 지가 1983년 8월부에 엘리베이터 액션을 해당 월에 가장 성공한 아케이드 유닛으로 선정하였다. 1983년 말 일본 아케이드 차트에서 4반기 동안 1위를 차지했으며 1984년 4월 부까지 1위 자리를 내주지 않았다.
북미판 출시 1달 후에는, 타이토 아메리카의 제품기획부 부장인 키스 에깅이 인기도와 판매에 있어 "모든 예상을 뛰어넘는다고" 발표했으며 1983년 어뮤즈먼트 엑스포 후원자들의 많은 관심을 받았다. 게임 전환 기판도 인기를 끌며 판매량도 회사로서 신기록을 세웠다.드디어 엘리베이터 액션은 1984년 미국에서 비디오 게임에서 가장 많은 수익을 올린 5대 게임 중 하나가 되었다.

## 같이 보기
- 엘리베이터 액션 리턴즈
- 엘리베이터 액션EX
- 엘리베이터 액션 Old & New